# Jason Koster
Jason Koster (ur. 11 marca 1983) – nowozelandzki judoka. 
Zajął siedemnaste miejsce na mistrzostwach świata w 2010; uczestnik zawodów w 2011, 2013, 2015, 2018, 2019 i 2021. Startował w Pucharze Świata w latach: 2009-2016 i 2018-2020. Brązowy medalista igrzysk wspólnoty narodów w 2014 i siódmy w 2022. Mistrz Wspólnoty Narodów w 2012 i trzeci w 2004. Zdobył jedenaście medali na mistrzostwach Oceanii w latach 2004-2018.
Jego żoną jest judoczka Moira de Villiers, olimpijka z Londynu 2012.